# Бараитский сельсовет
Бараи́тский сельсовет — муниципальное образование (сельское поселение) в Новосёловском районе Красноярского края. Административный центр — село Бараит.

## География
Бараитский сельсовет находится северо-западнее районного центра. Удалённость административного центра сельсовета — села Бараит от районного центра — села Новосёлово составляет 44 км.

## История
Бараитский сельсовет наделён статусом сельского поселения в 2005 году.

## Население
| 2010 | 2012 | 2013 | 2014 | 2015 | 2016 | 2017 |
| ---- | ---- | ---- | ---- | ---- | ---- | ---- |
| 598  | ↘572 | ↘565 | ↘544 | ↘526 | ↘508 | ↘499 |

Гендерный состав
По данным Всероссийской переписи населения 2010 года 283 мужчины и 315 женщин из 598 чел.

## Состав сельского поселения
В состав сельского поселения входят 2 населённых пункта:
| № | Населённый пункт | Тип населённого пункта       | Население |
| - | ---------------- | ---------------------------- | --------- |
| 1 | Бараит           | село, административный центр | 450       |
| 2 | Камчатка         | деревня                      | 148       |